# MLP (entreprise)
 (mai 2022).
Si vous disposez d'ouvrages ou d'articles de référence ou si vous connaissez des sites web de qualité traitant du thème abordé ici, merci de compléter l'article en donnant les références utiles à sa vérifiabilité et en les liant à la section « Notes et références ».
Pour les articles homonymes, voir MLP.

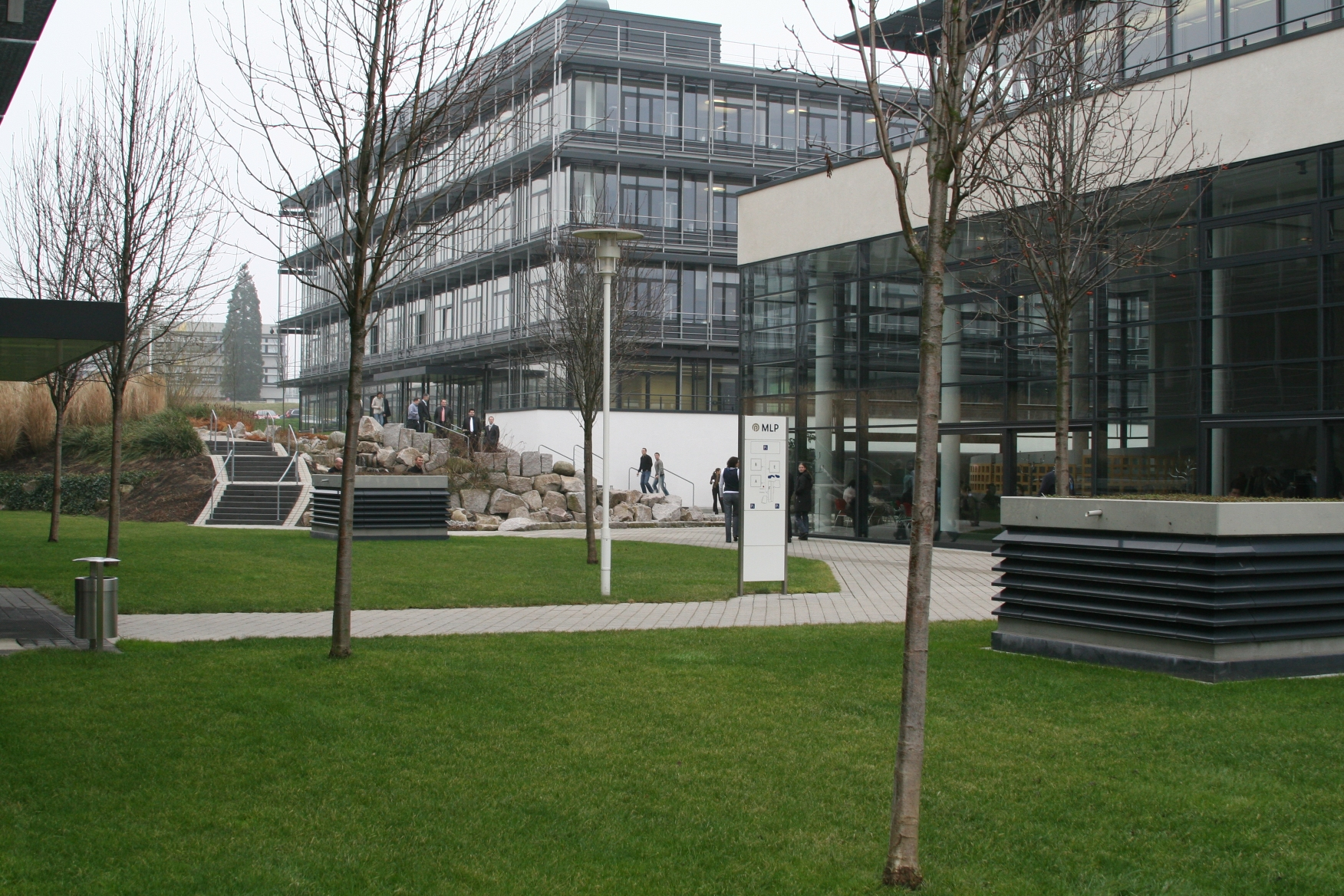
Des locaux à Wiesloch

MLP est une société anonyme allemande qui faisait partie du MDAX, né 1971 de la part de Manfred Lautenschläger et Eicke Marscholleck. Le siège social est à Wiesloch. 
Les branches, où MLP officie, sont dans les domaines de la gestion du patrimoine, de l'assurance et du service financier. La clientèle consiste principalement en universitaires et entrepreneurs.

## Historique
La création d’entreprise MLP a eu 1971 lieu  à Heidelberg. L’idée de Lautenschläger et Marscholleck était, conseiller des étudiants avant qu'ils entrent dans la vie active. Ils se concentraient sur des juristes futures. Le concept fonctionnait et en 1988 la cotation était le résultat. 
Aujourd’hui, l'entreprise MLP –  avec 1.672 collaborateurs et un chiffre d’affaires de 522,6 millions d'euros – appartient aux prestataires suprêmes du service financier. 

## Principaux actionnaires
| Part    | Actionnaire                               |
| ------- | ----------------------------------------- |
| 23,38 % | Manfred Lautenschläger (Allemand)         |
| 10,02 % | Harris Associates (USA)                   |
| 9,90 %  | Swiss Life (Suisse)                       |
| 9,89 %  | HDI/Talanx AG (Allemand)                  |
| 6,67 %  | Barmenia (Allemand)                       |
| 6,27 %  | Allianz (Allemand)                        |
| 6,03 %  | Angelika Lautenschläger (Allemand)        |
| 4,84 %  | Berenberg Bank (Allemand)                 |
| 4,72 %  | AXA S.A. (Allemand)                       |
| 0,73 %  | Uberior Ena Ltd. (HBOS) (Grande-Bretagne) |
| 17,55 % | Flottant                                  |